# 革表紙/ひなたの国
「革表紙/ひなたの国」（かわびょうし/ひなたのくに）は、日本のシンガーソングライター伊東歌詞太郎のシングル。2022年11月2日にKADOKAWAより4枚目のシングルとして発売された。

## 概要
前作『サイレントマイノリティー』から約5か月ぶりのリリースとなり、本作は自身初となる両A面シングルとなる。
表題曲の「革表紙」はTVアニメ「⾍かぶり姫」エンディングテーマ、「ひなたの国」はTVアニメ『夜は猫といっしょ』の主題歌として書き下ろした楽曲となっており、編曲は、それぞれ横山裕章と河野圭が手掛けている。

## 収録内容
| 全作詞・作曲: 伊東歌詞太郎。 |                              |              |              |          |      |
| #                            | タイトル                     | 作詞         | 作曲・編曲   | 編曲     | 時間 |
| 1.                           | 「革表紙」                   | 伊東歌詞太郎 | 伊東歌詞太郎 | 横山裕章 | 4:23 |
| 2.                           | 「ひなたの国」               | 伊東歌詞太郎 | 伊東歌詞太郎 | 河野圭   | 4:29 |
| 3.                           | 「革表紙」(instrumental)     | 伊東歌詞太郎 | 伊東歌詞太郎 |          | 4:23 |
| 4.                           | 「ひなたの国」(instrumental) | 伊東歌詞太郎 | 伊東歌詞太郎 |          | 4:29 |
| 合計時間:                    | 合計時間:                    | 合計時間:    | 17:44        |          |      |

## タイアップ
革表紙
TVアニメ「虫かぶり姫」エンディングテーマ
ひなたの国
TVアニメ『夜は猫といっしょ』主題歌